# کن بلانچارد
کنث هارتلی بلانچارد (به انگلیسی: Kenneth Hartley Blanchard) (زادهٔ ۶ می ۱۹۳۹ میلادی) نویسنده و کارشناس مدیریت اهل ایالات متحده است. او تاکنون بیش از ۶۰ کتاب نگاشته است که بیشتر آنها با حضور نویسندگانی دیگر بوده است. موفق‌ترین کتاب او با عنوان مدیر یک دقیقه‌ای بیش از ۱۳میلیون جلد فروش داشته و به زبان‌های زیادی ترجمه شده است.
بلانچارد، مدیر ارشد معنوی شرکت‌های کن بلانچارد که مجموعه‌ای بین‌المللی در زمینه آموزش مدیریت و مشاوره است را بر عهده دارد. او این شرکت را به همراه همسرش مارجوری بلانچارد در سال ۱۹۷۹ در سن دیگو در ایالت کالیفرنیا بنیان نهاد.